# Sant Cristòfol de Campdevànol
Sant Cristòfol de Campdevànol és una obra del municipi de Campdevànol (Ripollès) inclosa en l'Inventari del Patrimoni Arquitectònic de Catalunya.

## Descripció
L'antiga església parroquial del segle xviii forma part, amb un mas i el cementiri, d'un conjunt d'una gran qualitat formal i expressiva per la seva localització visible des de les valls del Freser i del Merdàs, i caracteritza la imatge de Campdevànol. L'edifici, avui molt abandonat, té una nau, capelles laterals i un campanar torre.
És de destacar la unitat del conjunt i el nexe d'unió entre ambdues construccions, on s'aixeca la torre campanar. L'edifici orientat al sud es troba perforat per una arcada que desemboca a la part davantera a l'antic camí, mentre que a la part posterior dona a un afegit on es troba el pou de la casa. Aquest últim és de solució poc freqüent.

## Història
A la fi del segle xvii es va construir una nova església parroquial entre la Vella i la població moderna al lloc on hi ha el cementiri actual, que fou consagrada el 1701. L'edifici, avui molt abandonat, té una nau i capelles laterals, un petit campanar i la rectoria adossada. Tingué culte fins al 1885.